# إليزابيث هيفليوس
إليزابيث هيفليوس (بالبولندية: Elżbieta Heweliusz) (و. 1647 – 1693 م) هي عالمة فلك من بولندا. ولدت في غدانسك.
توفيت في غدانسك، عن عمر يناهز 46 عاماً.

## نشأتها
إليزابيث كوبمان (أو كوفمان بالألمانية: أي «تاجر»)، هي فرد في عائلة تجارية غنية، كما هو الحال مع هيفيليوس وزوجته الأولى، في مدينة دانزيغ (غدانسك) الواقعة في بوميرانيان فويفودشيب من الكومنولث البولندي الليتواني وعضو في منظمة التجارة التي عُرفت باسم هانس. والدا إليزابيث كوبمان هما نيكولاس كوبمان (الكلمة الهولندية لـ«تاجر») (1601-1672) الذي عمل تاجرًا وجوانا مينينغز (أو مينينكس) (1602-1679). تزوج نيكولاس وجوانا في أمستردام عام 1633. انتقل الزوجان من أمستردام إلى هامبورغ، ثم انتقلا في عام 1636 إلى دانزيغ. في هذه المدينة، التي كانت ناطقة بالألمانية إلى حد كبير ولكنها كانت جزءًا من بولندا في ذلك الوقت، ولدت ابنتهما إليزابيث.

## زواجها
اهتمت إليزابيث بعلم الفلك منذ أن كانت طفلة صغيرة، ودفعها اهتمامها ذلك إلى الاقتراب من يوهانس هيفيليوس، عالم الفلك ذو السمعة الدولية الذي كان لديه مجمع من ثلاثة منازل في دانزيغ يحتوي على أفضل مرصد في العالم. سمح لها زواجها عندما كانت تبلغ من العمر سبعة عشر عامًا من هيفيليوس البالغ من العمر 52 عامًا في عام 1663 بمتابعة اهتمامها بعلم الفلك من خلال مساعدته في إدارة مرصده. أنجبا ابنًا توفي بعد الولادة بفترة وجيزة وثلاث بنات بقين على قيد الحياة. سُميت أكبر البنات الثلاث كاترينا إليزابيثا (على اسم والدتها) وعمدت في كنيسة القديسة كاترين، دانزيغ، في 14 فبراير 1666. يتضح من كتابات يوهان برنولي الثالث أن إليزابيث أُصيبت بالجدري الذي خلف ندوبًا دائمة على وجهها. بعد وفاة زوجها في عام 1687، أكملت إليزابيث كتابة بادرة علم الفلك ونشرته (1690)، وهو دليل ضم معلومات عن 1,564 نجم ومواقعها. تضمن العمل معلومات عن أساليب حساباتهم وأمثلة عن كيفية تحديدهم لخط عرض وخط طول النجوم باستخدام الطائفة والربع. مع ذلك، نُشر الكتاب باسم يوهانس فقط.

## المساهمات التي قدمتها في المجال العلمي
استغلت إليزابيث، عالمة أتقنت تعقيدات اللاتينية، براعتها اللغوية للانخراط في التبادلات الفكرية مع زملائها العلماء. أجادت اللغة اللاتينية التي كانت تُستخدم على نطاق واسع في الخطاب العلمي خلال فترة وجودها، ومن اللافت للنظر أن معرفة إليزابيث للغة اللاتينية لم تكن نتيجة للتعليم الرسمي بل كانت شهادة على التزامها الموجه ذاتيًا بتوسيع آفاقها الفكرية.
تؤكد مسيرتها في مجال التعليم الذاتي اللاتيني تفانيها العميق في السعي وراء المعرفة العلمية. إنه يسلط الضوء على نهجها الاستباقي ليس فقط لفهم المبادئ العلمية ولكن أيضًا للمشاركة بنشاط في الخطاب العلمي كذلك، فأصبحت مهارات إليزابيث اللغوية قناة لتبادل الأفكار وتعزيز بيئة تعاونية تستطيع فيها هي وزوجها يوهانس هيفيليوس المشاركة بنشاط مع المجتمع العلمي.
ظهر أحد أبرز إنجازات إليزابيث في أعقاب وفاة زوجها عندما عملت على إكمال العمل الأساسي «بادرة علم الفلك» ونشره في عام 1690. وثّق هذا العمل الضخم في الأدب الفلكي مواقع 1,564 نجمًا والبيانات ذات الصلة بها بدقة. فضلًا عن كونه تقدمًا كبيرًا في الرصد والتسجيل السماوي، أصبح هذا العمل حجر الزاوية في المشهد المتطور للمعرفة الفلكية خلال القرن السابع عشر.
امتد دور إليزابيث في «بادرة علم الفلك» إلى ما يتجاوز الحدود التقليدية لجمع البيانات. كانت مساهمًا نشطًا في الحسابات والمنهجيات المعقدة الكامنة في إنتاج دليل نجوم شامل. لم تكن مساهماتها كمية فحسب، بل كانت نوعية، تدل على اتباع نهج دقيق ومنهجي في البحوث الفلكية. تركت إليزابيث بصمة دائمة في مجال علم الفلك، ما مهد الطريق للتقدم الذي من شأنه أن يشكل مسار علم الفلك في السنوات القادمة.
تميزت الجهود التعاونية التي بذلتها إليزابيث ويوهانس هيفيليوس في مراقبة العالم السماوي باستخدام أدوات فلكية متقدمة. أصبح مرصدهما في دانزيغ مركزًا للابتكار استخدما فيه أدوات متطورة مثل أجهزة السدسات النحاسية وآلات الثُمن التي كانت أكثر من مجرد قطع أثرية للتكنولوجيا، ولعبت دورًا أساسيًا في صقل تقنيات الرصد في القرن السابع عشر. من خلال استخدامها الماهر، ساهمت إليزابيث ويوهانس كثيرًا في تطور المنهجية الفلكية، وتمكين القياسات والملاحظات الدقيقة التي طورت فهم الأجرام السماوية جديدة.
تجلى التزام إليزابيث بالتعليم واكتساب المعرفة في إتقانها الذاتي للغة اللاتينية والمشاركة النشطة في الحسابات الفلكية المعقدة، وهو تفاني يتفوق على الإنجازات الفردية، إذ يُعتبر التزامًا للنهوض بالأفكار العلمية وتعزيز التعاون وترك إرث دائم في سجلات التاريخ الفلكي. يشهد النهج الدقيق والمنهجي الذي اتّبعته إليزابيث، إلى جانب الاستخدام المبتكر للأدوات المتقدمة، على المساهمات الكبيرة التي قدمتها في تقدم مجال الرصد السماوي والمنهجية العلمية خلال عصرها الرائع.